# Ludmila Čírtková
Ludmila Čírtková (* 6. února 1954 Plzeň) je forenzní psycholožka a soudní znalkyně. Jako policejní psycholožka spolupracuje na objasňování a vyšetřování závažné trestné činnosti. Přednáší na Fakultě biomedicínského inženýrství ČVUT a na Právnické fakultě Univerzity Karlovy. Působí  v Bílém kruhu bezpečí, kde poskytuje psychologickou pomoc obětem trestných činů. Je autorkou několika knih.

## Kariérní životopis
Základní školu absolvovala na několika místech v zahraničí, podle toho, kam se rodina s otcem, diplomatem stěhovala. Vystudovala gymnázium Jana Keplera v Praze. Absolvovala jednooborovou psychologii na Filozofické fakultě Univerzity Karlovy v Praze. Pracuje jako policejní psycholožka a soudní znalkyně. Zabývá se zejména forenzní psychologií, viktimologií a psychologickou pomocí obětem trestných činů. Působí jako vedoucí katedry společenských věd a jako prorektorka pro studijní a pedagogickou činnost a celoživotní vzdělávání na Policejní akademii České republiky v Praze. Zároveň externě vyučuje soudní psychologii na Právnické fakultě Univerzity Karlovy v Praze. Je členkou představenstva Bílého kruhu bezpečí, z. s., spolku pro pomoc obětem trestných činů, kterému se věnuje ve svém volném čase.

## Osobní život
Je podruhé vdaná, má dvě dospělé děti.